# Деррік Маккі
Деррік Вейн Маккі (англ. Derrick Wayne McKey, нар. 10 жовтня 1966, Меридіан, Міссіссіппі, США) — американський професіональний баскетболіст, що грав на позиції легкого форварда за декілька команд НБА. Гравець національної збірної США.

## Ігрова кар'єра
Починав грати в баскетбол у команді Меридіанської старшої школи (Меридіан, Міссіссіппі). Там також грав у бейсбол, однак поступаючи до університету зробив свій вибір на баскетболі. На університетському рівні грав за команду Алабама (1984—1987).
1986 року став чемпіоном світу у складі збірної США.
1987 року був обраний у першому раунді драфту НБА під загальним 9-м номером командою «Сіетл Суперсонікс», випередивши таких майбутніх зірок НБА, як Реджі Міллер, Горас Грант та Реджі Льюіс. У сезоні 1988—1989 набирав 15,9 очка за гру, що стало найкращим показником у його кар'єрі.
У складі «Сонікс» провів шість років та входив до трійки гравців, яких називали «Big Mac», куди входили також Нейт Макміллан та Зав'єр Макденіел.
1993 року разом з Джеральдом Паддіо був обміняний до «Індіана Пейсерз» на Детлефа Шремпфа. 2000 року допоміг команді дійти до фіналу НБА, де «Індіана» поступилася «Лос-Анджелес Лейкерс».
Останньою ж командою в кар'єрі гравця стала «Філадельфія Севенті-Сіксерс», до складу якої він приєднався 2002 року і за яку відіграв лише частину сезону.

## Ігровий стиль
Маккі відзначався своєю командною грою, сильною грою в захисті та гнучкістю, що дозволяло йому захищатися на будь-якій позиції. Як результат, його двічі обирали до другої збірної всіх зірок захисту. Саме через ці характеристики головний тренер «Індіани» Ларрі Браун запрошував його до себе в команду.